# Skirwith
Skirwith – wieś w Anglii, w Kumbrii. Leży 33 km na południowy wschód od miasta Carlisle i 389 km na północny zachód od Londynu.